# Paweł Sobczyk
Paweł Sobczyk (ur. 1974 w Warszawie) – polski prawnik, kanonista, specjalista prawa konstytucyjnego, praw człowieka i prawa wyznaniowego, profesor nadzwyczajny na Wydziale Prawa i Administracji Uniwersytetu Opolskiego, w latach 2019–2025 zastępca dyrektora Instytutu Wymiaru Sprawiedliwości w Warszawie, od 2020 dziekan Wydziału Prawa i Administracji Uniwersytetu Opolskiego, Kierownik Katedry Nauk o Państwie i Prawie, Koordynator Centrum Badań nad Prawami Podstawowymi.
Odznaczony Brązowym Krzyżem Zasługi (2007).

## Wykształcenie i kariera naukowa
Ukończył studia w zakresie prawa i prawa kanonicznego na Uniwersytecie Kardynała Stefana Wyszyńskiego w Warszawie. W 2004 otrzymał na Wydziale Prawa Kanonicznego Uniwersytetu Kardynała Stefana Wyszyńskiego w Warszawie stopień naukowy doktora w zakresie prawa kanonicznego. 18 marca 2014 uzyskał w Katolickim Uniwersytecie Lubelskim Jana Pawła II stopień naukowy doktora habilitowanego nauk prawnych w zakresie prawa. Do 2014 był adiunktem Wydziału Prawa Kanonicznego UKSW, następnie podjął pracę w Uniwersytecie Opolskim i w Wyższej Szkole Informatyki Stosowanej i Zarządzania (WIT) w Warszawie.
Adwokat. Absolwent SYNERGIA - A network for cooperation and exchange of experience between high-level officials from Central and Eastern Europe. 

## Członkostwo w stowarzyszeniach naukowych
Członek założyciel Polskiego Towarzystwa Prawa Wyznaniowego (Prezes PTPW w latach 2016–2020) i Polskiego Stowarzyszenia Komparatystyki Prawniczej oraz członek kilku towarzystw naukowych w Polsce i za granicą (m.in. International Consortium for Law and Religion Studies, Central European Association of Comparative Law, Polskiego Towarzystwa Prawa Konstytucyjnego, Stowarzyszenia Kanonistów Polskich), komitetów naukowych i redakcyjnych m.in. Przegląd Sejmowy, Przegląd Prawa Wyznaniowego (zastępca redaktora naczelnego w latach 2012–2020), Law, Identity and Values. 
Ekspert Rady Europy (TJENI), Polskiej Komisji Akredytacyjnej oraz Komisji Wspólnej Przedstawicieli Rządu RP i Episkopatu Polski. 
Autor ponad 100 publikacji naukowych, ponad 30 ekspertyz i opinii prawnych, ponad 70 recenzji wydawniczych. 

## Wybrane publikacje
- Kościół a wspólnoty polityczne, Warszawa 2005
- Prawo wyznaniowe. Wybór źródeł (redakcja naukowa wspólnie z Piotrem Sobczykiem), Warszawa 2005
- Polskie prawo wyznaniowe. Wybór źródeł (redakcja naukowa wspólnie z Michałem Poniatowskim), Lublin 2012
- Konstytucyjna zasada konsensualnego określania stosunków między Rzecząpospolitą Polską a Kościołem katolickim, Warszawa 2013 ISBN 978-83-7545-484-0
- Religia i etyka w edukacji publicznej (redaktor naukowy wspólnie z Józefem Krukowskim i Michałem Poniatowskim), Warszawa 2014 ISBN 978-83-64181-46-7
- Polskie prawo wyznaniowe. Wybór orzecznictwa Trybunału Konstytucyjnego (redakcja naukowa wspólnie z Michałem Poniatowskim), Wydawnictwo Naukowe Academicon, Lublin 2016
- Wolność sumienia i religii a bezpieczeństwo i porządek publiczny (współredaktorzy: Jerzy Nikołajew, Konrad Walczuk), Wydawnictwo Unitas, Warszawa 2017[11]